# Edvaldo Izidio Neto
Edvaldo Izídio Neto (Recife, 12 november 1934 – Rio de Janeiro, 19 januari 2002) was een Braziliaanse voetballer, beter bekend onder zijn spelersnaam Vavá. Hij is een van de meest legendarische spelers van het Braziliaanse elftal. Vavá is een van de vijf voetballers die het voor elkaar kreeg in verschillende finales van een wereldkampioenschap te scoren. De andere vier spelers zijn Pelé, Paul Breitner, Zinédine Zidane en Kylian Mbappé.

## Biografie
Vavá begon zijn carrière bij Sport uit zijn thuisstad Recife en won er in 1949 het Campeonato Pernambucano mee. In 1951 maakte hij de overstap naar Vasco da Gama en won daarmee drie keer het Campeonato Carioca, het Torneio Rio-São Paulo en het Tournoi de Paris. In 1958 trok hij naar Europa om voor Atlético Madrid te spelen. Hij keerde na drie seizoenen terug en ging dan voor Palmeiras uit São Paulo spelen. Palmeiras was in deze tijd de enige club die weerwoord had tegen het oppermachtige Santos en in 1963, het jaar dat Santos de wereldtitel binnen haalde, werd hij met Palmeiras staatskampioen. Van 1964 tot 1968 speelde hij voor Mexicaanse clubs en na een kort verblijf bij het Amerikaanse San Diego Toros beëindigde hij zijn carrière bij Portuguesa, een kleinere club uit Rio de Janeiro. Hij was 22 keer aanvoerder voor het Braziliaanse elftal en won het wereldkampioenschap van 1958 en 1962, met vijf en vier doelpunten. Hij overleed in 2002 aan een hartinfarct.